# 아침이 온다
《아침이 온다》(일본어: あさが来た)는 2015년 9월 28일부터 2016년 4월 2일까지 방송된 NHK 연속 TV 소설의 제93시리즈 작품이다.

## 기획·제작
오사카를 거점으로 활동한 기업가 히로오카 아사코의 생애를 그린 《소설 토사보리가와》 (후루카와 치에코 저)를 원안으로 하여 오오모리 미카가 각본을 썼다.

## 등장인물

### 주인공
이마이 아사 → 시로오카 아사 - 하루 (소녀 시절:스즈키 리오)
본작의 여주인공.

### 교토 사람들

#### 이마이가
이마이 하츠 → 마유야마 하츠 - 미야자키 아오이 (소녀 시절:모리도노 마나세)
아사의 언니.
이마이 리에 - 테라지마 시노부
아사와 하츠의 어머니.
이마이 타다오키 - 마스 타케시
아사와 하츠의 아버지.
이마이 타다마사 - 하야시 요이치
아사와 하츠의 할아버지.
이마이 큐타로 → 이마이 타다츠구 - 오키츠 쇼타로 (소년 시절니노미야 히카루)
아사와 하츠의 할아버지.
이마이 토와 - 사토 토키코
타다츠구의 아내. 아사와 하츠의 올케

#### 이마이가 사용인
우메 - 토모치카
이마이가 시녀. 아사와 하츠의 츠키비토. 아사를 따라 시로오카가에 감
후유 - 키요하라 카야
이마이가 시녀. 아사와 동갑. 하츠를 따라 마유야마가에 감.

### 오사카 사람들

#### 시로오카가
시로오카 신지로 - 타마키 히로시 (소년 시절:미나미데 료카)
아사의 남편. 카노야의 차남.

시로오카 쇼키치 - 콘도 마사오미
신지로의 아버지. 7대 카노야 큐자에몬.
시로오카 요노 - 후부키 준
신지로의 어머니.
시로오카 쇼타로 - 키우치 요시카즈
신지로의 형.
시로오카 에이자부로 - 키리야마 아키토 (쟈니스 웨스트) (유소기:요시다 하츠키, 소년 시기:카와사키 쇼고)
신지로의 동생. 8대 카노야 큐자에몬.
시로오카 치요 - 코시바 후우카 (유아기:하야시 토라노스케, 유소기:히가시데 나나, 6살:나카가와 에나, 소녀 시기:스즈키 리오)
아사와 신지로의 외동딸.
히가시야나기 케이스케 → 시로오카 케이스케 - 쿠도 아스카
오지번 1만석 번주였던 자작 히가시야나기가 차남. 치요의 남편. 히로오카 케이조가 모델.
시로오카 타츠코 - 하야시 나츠카
치요와 케이스케의 장녀.
시로오카 에츠코 - 나가타 리노아
치요와 케이스케의 차녀.
시로오카 사츠코 - 쿠로다 마시로
치요와 케이스케의 3녀.
시로오카 사치 - 야규 미유
에이자부로의 아내
시로오카 사에 - 오노 후카 (소녀 시기:오카 히마리, 콘도 레네)
에이자부로와 사치의 장녀
시로오카 마사 - 마츠시타 리온 (소녀 시기:
에이자부로와 사치의 차녀

#### 마유야마가
마유야마 소베에 - 에모토 타스쿠
하츠의 남편.
마유야마 에이타츠 - 타츠미 타쿠로
소베에의 아버지.
마유야마 키쿠 - 만다 히사코
소베에의 어머니.

## 스태프
- 원안 - 후루카와 치에코 《소설 토사보리가와》 (우시오 출판사)
- 각본 - 오오모리 미카
- 음악 - 하야시 유키
- 주제가 - AKB48 〈365일의 종이비행기〉
- 이야기 - 스기우라 케이코 (NHK 오사카 방송국 어나운스실 치프 아나운서)
- 연출 - 니시타니 신이치, 닛타 신조, 사사키 요시하루, 오자키 히로카즈, 나카노 료헤이
- 제작 통괄 - 사노 모토히코
- 프로듀서 - 후쿠오카 토시타케
- 타이틀 제작 - 소에다 타카유키

## 방송 일자
| 주                                               | 회      | 방송일                     | 부제                            | 연출            |
| ------------------------------------------------ | ------- | -------------------------- | ------------------------------- | --------------- |
| 1                                                | 01-06   | 2015년 9월 28일 ~ 10월 3일 | 작은 약혼자                     | 니시타니 신이치 |
| 2                                                | 07-012  | 10월 5일 ~ 10월 10일       | 두 개의 꽃잎                    | 니시타니 신이치 |
| 3                                                | 013-018 | 10월 12일 ~ 10월 17일      | 신선조 참상!                    | 니시타니 신이치 |
| 4                                                | 019-024 | 10월 19일 ~ 10월 24일      | 젊은 부인의 저력                | 닛타 신조       |
| 5                                                | 025-030 | 10월 26일 ~ 10월 31일      | 언니에게 웃음을                 | 닛타 신조       |
| 6                                                | 031-036 | 11월 2일 ~ 11월 7일        | 아내의 결심, 남편의 결의        | 사사키 요시하루 |
| 7                                                | 037-042 | 11월 9일 ~ 11월 14일       | 남편의 비밀                     | 니시타니 신이치 |
| 8                                                | 043-048 | 11월 16일 ~ 11월 21일      | 교토, 마지막 선물               | 니시타니 신이치 |
| 9                                                | 049-054 | 11월 23일 ~ 11월 28일      | 탄갱의 빛                       | 닛타 신조       |
| 10                                               | 055-060 | 11월 30일 ~ 12월 5일       | 언니의 여정                     | 사사키 요시하루 |
| 11                                               | 061-066 | 12월 7일 ~ 12월 12일       | 아홉 번 넘어져도 열 번 일어난다 | 오자키 히로카즈 |
| 12                                               | 067-072 | 12월 14일 ~ 12월 19일      | 오사카 제일의 아버님            | 니시타니 신이치 |
| 13                                               | 073-078 | 12월 21일 ~ 12월 26일      | 도쿄 이야기                     | 니시타니 신이치 |
| 14                                               | 079-084 | 2016년 1월 4일 ~ 1월 9일   | 신춘, 연심의 행방               | 닛타 신조       |
| 15                                               | 085-090 | 1월 11일 ~ 1월 16일        | 오사카의 대은인                 | 사사키 요시하루 |
| 16                                               | 091-096 | 1월 18일 ~ 1월 23일        | 길을 비추는 사람                | 니시타니 신이치 |
| 17                                               | 097-102 | 1월 25일 ~ 1월 30일        | 최후의 봉공                     | 니시타니 신이치 |
| 18                                               | 103-108 | 2월 1일 ~ 2월 6일          | 어서 오세요! 은행에             | 사사키 요시하루 |
| 19                                               | 109-114 | 2월 8일 ~ 2월 13일         | 귤의 계절                       | 나카노 료헤이   |
| 20                                               | 115-120 | 2월 15일 ~ 2월 20일        | 지금, 이야기하고 싶은 것        | 니시타니 신이치 |
| 21                                               | 121-126 | 2월 22일 ~ 2월 27일        | 꿈꾸는 사람                     | 니시타니 신이치 |
| 22                                               | 127-132 | 2월 29일 ~ 3월 5일         | 자만의 딸                       |                 |
| 23                                               | 133-138 | 3월 7일 ~ 3월 12일         | 오반가시라의 손바닥             | 닛타 신조       |
| 24                                               | 139-144 | 3월 14일 ~ 3월 19일        | 할머니의 큰 일                  | 닛타 신조       |
| 25                                               | 145-150 | 3월 21일 ~ 3월 26일        | 긍지 높은 인생                  | 오자키 히로카즈 |
| 26                                               | 151-156 | 3월 28일 ~ 4월 2일         | 부드러운 마음                   | 니시타니 신이치 |
| 칸토 지구 평균 시청률 23.5% (비디오 리서치 조사) |         |                            |                                 |                 |

## 스핀오프 드라마
2016년 3월 3일에 기스케를 주인공으로 한 스핀 오프가 제작되는 것이 발표 된 《아침이 온다 스핀오프 깨지는 냄비에 감고 뚜껑》의 제목으로 4월 23일 21시 - 22시 30분 BS 프리미엄에서 더 프리미엄에서 방송되었다.